# 唐映墀
唐映墀（？年—？年），浙江金華府蘭谿縣人，由庚寅科舉人大挑一等，江安縣知縣，嘉慶二年署四川順慶府岳池縣知縣。是一位政治人物，明清時曾在四川順慶府岳池縣（位於今四川東北部，武周萬歲通天二年分南充、相如二縣置，是一個千年古縣）擔任官吏。歷任大寧縣、璧山縣、新津縣、內江縣、清溪縣知縣。